# Rafael Baca
Rafael Baca Miranda (Tuxpan, 11 settembre 1989) è un calciatore messicano, centrocampista svincolato.

## Palmarès

### Club

#### Competizioni nazionali
- MLS Supporters' Shield: 1

San Jose Earthquakes: 2012

#### Competizioni internazionali
- Leagues Cup: 1

Cruz Azul: 2019